# World Finance Corporation
Die World Finance Corporation (abgekürzt WFC; später umbenannt in WFC Corp.) war eine 1971 gegründete Finanzgesellschaft mit Sitz in Coral Gables, Florida. Das Unternehmen wurde von Guillermo Hernandez-Cartaya (einem ehemaligen kubanischen Banker, der ein Agent der CIA war und Verbindungen zur Mafia und kolumbianischen Drogenbaronen hatte) über die Strohfirma WFC Group geleitet und kontrolliert. Nach einem großen Finanzskandal, bei dem über 50 Millionen US-Dollar verloren gingen, brach das Unternehmen 1980 zusammen. 

## Geschichte
Guillermo Hernandez-Cartaya war Banker in Kuba und Unterstützer von Diktator Fulgencio Batista. Er floh nach der Machtübernahme von Fidel Castro in die USA. Hier wurde er von der CIA rekrutiert und nahm 1961 an der gescheiterten Invasion in der Schweinebucht teil. Er verbrachte einige Zeit in einem kubanischen Gefängnis, bevor die CIA ihn für ein Lösegeld von 50.000 US-Dollar an Castro freigekauft haben soll. 1971 gründete Hernandez-Cartaya mit der World Finance Corporation eine eigene Bank, welche er über die Briefkastengesellschaft WFC Group kontrollierte. Sie besaß einen großen Anteil an WFC und diente auch dazu, die Kontrollbeteiligung von Cartaya an der Bank und anderen Unternehmen zu verschleiern.
1973 gründete die WFC die Unibank (Union de Bancos SA) in Panama. Sie erhielt mit ungewöhnlicher Schnelligkeit Panamas höchste Banklizenz, eine Lizenz der ersten Klasse. Der größte Teil des Eigenkapitals wurde von der WFC gehalten, aber auch drei weitere Banken waren an der Gesellschaft beteiligt. Bis 1976 hatte die Unibank über 50 Millionen an Einlagen angehäuft. 1975 wurde WFC von der kolumbianischen Regierung zum offiziellen Alleinvertreter für ein Darlehen in Höhe von 100 Millionen US-Dollar, dem größten in der Geschichte des Landes, ausgewählt. Auch in den Vereinigten Arabischen Emiraten war die Bank aktiv, wo in Zusammenarbeit mit dem Emirat Adschman 1975 die Ajman Arab Bank etabliert wurde. 1976 übernahm Hernandez-Cartaya die Pan American Bank of Hialeah in Florida und benannte sie in National Bank of South Florida um.
Die WFC erlangte nationale Aufmerksamkeit, als 1976 eine Untersuchung des Bezirksstaatsanwalts von Dade County, Florida, (zusammen mit vier anderen Regierungsbehörden; neben dem Dade County Public Safety Office waren das FBI, der IRS, die DEA und das Office of the Comptroller of the Currency an der gemeinsamen Untersuchung beteiligt) ergab, dass sie der größte Geldwäscher für kolumbianische Kokainschmuggler war. Ein beträchtlicher Teil des Geldes wurde über eine Bank auf den Bahamas, die Cisalpine Bank, und von dort über die Vatikanbank auf Schweizer Nummernkonten geschleust; diese Bank gehörte dem Leiter der Vatikanbank, Erzbischof Paul Marcinkus, und dem berüchtigten italienischen Bankier Roberto Calvi. Die Cisalpine Bank scheint auch Gelder aus dem Handel mit Heroin über die Nugan Hand Bank für die Grauen Wölfe gewaschen zu haben, mit denen die CIA in der Türkei zusammenarbeitete, wobei Nugan Hand ebenfalls eine CIA-Tarnorganisation war. Hernandez-Cartaya bereicherte sich auch selbst über zahlreiche illegale Geschäfte mit Tochtergesellschaften und Briefkastenfirmen. Einmal wurde er gemeinsam mit seiner Frau dabei erwischt, wie er versuchte, tausende von Dollar, die am Körper einer Frau klebten, in seinem Privatflugzeug von Panama aus kommend ins Land zu schmuggeln. Die Bank soll auch Kontakte zum Mafioso Santo Trafficante unterhalten haben.
Die Untersuchung dauerte etwa zwei Jahre und führten zum Zusammenbruch des Unternehmens 1980. In Panama und den Vereinigten Arabischen Emiraten wurden die Tochtergesellschaften der WFC mit großen Verlusten für die Anleger geschlossen. Der Fall sorgte für großen Aufsehen und war Gegenstand in einem Beitrag von 60 Minutes am 26. Februar 1978. Der Fall wurde Gegenstand intensiver und umfassender Ermittlungen von regionalen und nationalen Behörden in Verwicklungen der WFC in den Bereichen Drogenschmuggel, Geldwäsche, Waffenhandel, politische Korruption und terroristische Aktivitäten. Diese Ermittlungen sollen jedoch auf Initiative der CIA eingestellt worden sein. Eine mögliche Verwicklung der CIA in die Aktivitäten der Bank war vorher von Ermittlern gemutmaßt worden. Hernandez-Cartaya (der sich zwischenzeitlich in die Emirate abgesetzt hatte) wurde 1978 lediglich für Steuervergehen zu einer einjährigen Haftstrafe verurteilt.

## Sonstiges
Die Verbindungen und Aktivitäten der Bank tauchten auch in der Kunst von Mark Lombardi auf.